# School Days
School Days, även känd under titeln School Day (Ring! Ring! Goes the Bell) är en rock'n'roll-låt skriven och framförd av Chuck Berry. Låten blev en stor hit för Chuck Berry, och hans första hitsingel i Storbritannien. Den togs med på hans debut-LP After School Session. Låten handlar om en typisk amerikansk tonårings dag, först en lång skoldag som på kvällen slutar på något uteställe med en jukebox fylld av rockmusik. Berry använde senare arrangemanget från "School Days" till låten "No Particular Place to Go".
Förutom Chuck Berry (sång och gitarr) medverkade Johnnie Johnson (piano), Hubert Sumlin /gitarr), Willie Dixon (bas) och Fred Below (trummor).
AC/DC spelade in låten till sitt andra album T.N.T. 1975. The Beach Boys spelade in en cover av låten till albumet Keepin' The Summer Alive 1980.

## Listplaceringar
- Billboard Hot 100, USA: #3[1]
- Billboard R&B Singles: #1
- UK Singles Chart, Storbritannien: #24[2]

### Fotnoter
1. ↑  http://www.allmusic.com/artist/chuck-berry-mn0000120521/awards
2. ↑  http://www.officialcharts.com/artist/_/chuck%20berry/